# Cercospora plantaginis
Cercospora plantaginis är en svampart som beskrevs av Sacc. 1878. Cercospora plantaginis ingår i släktet Cercospora och familjen Mycosphaerellaceae.   Inga underarter finns listade i Catalogue of Life.